# Даниъл Дей Ким
Даниъл Дей Ким (на английски: Daniel Dae Kim) е американски актьор, роден на 4 август 1968 г. в Бусан, Южна Корея. Известен е с ролите си в телевизионните сериали „Изгубени“ и „Хавай 5-0“. През 2005 г. Ким и колегите му от сериала „Изгубени“ получават наградата на Гилдията на телевизионните актьори за най-добър актьорски състав в драматичен сериал.

## Избрана филмография
- „Рая и последният дракон“ (2021, глас)
- „Ти си моето съмнение“ (2019)
- „Хелбой“ (2019)

- „Макгайвър“ (2017, сериал)
- „Дивергенти 3: Предани“ (2016)
- „Дивергенти 2: Бунтовници“ (2015)
- „Легендата за Кора“ (2012 – 2014, глас)
- „Военни престъпления: Лос Анджелис“ (2012, сериал)
- „Джи Ай Джо: Ренегати“ (2011, глас)
- „Хавай 5-0“ (2010 – 2017, сериал)
- „Лучен филм“ (2008)
- „Щамът Андромеда“ (2008)
- „Лигата на справедливостта без граници“ (2006)
- „Аватар: Повелителят на четирите стихии“ (2006, глас)
- „Щитът“ (2005)
- „Изгубени“ (2004 – 2010, сериал)
- „Сблъсъци“ (2004)
- „Спайдър-Мен 2“ (2004)
- „Стар Трек: Ентърпрайз“ (2003 – 2004, сериал)
- „24“ (2003 – 2004, сериал)
- „Спешно отделение“ (2003, сериал)
- „Сватовницата“ (2003)
- „Грях“ (2003)
- „Хълк“ (2003)
- „От люлка до гроб“ (2003)
- „24“ (2002 – 2003, сериал)
- „От местопрестъплението“ (2001, сериал)
- „Стар Трек: Вояджър“ (2000, сериал)
- „От любов към играта“ (1999)
- „Кръстоносен поход“ (1999, сериал)
- „Зайнфелд“ (1998, сериал)
- „Чакала“ (1997)
- „Болни от любов“ (1997)
- „Полицейско управление Ню Йорк“ (1997, сериал)
- „Бевърли Хилс 90210“ (1997, сериал)
- „Закон и ред“ (1994, сериал)